# National Institute for Health and Care Excellence
El National Institute for Health and Care Excellence - NICE (Instituto Nacional para la Calidad de la Sanidad y de la Asistencia) es un organismo independiente vinculado al Departamento de Salud y Atención Social del Reino Unido. Nació como Instituto Nacional para la Calidad Clínica (National Institute for Clinical Excellence) en 1999 y seis años después, el 1 de abril de 2005, se fundió con la Agencia de Desarrollo Sanitario (Health Development Agency), tomando el nombre de National Institute for Health and Clinical Excellence. Con la reforma sanitaria de 2012 le fueron atribuidas ulteriores funciones de carácter asistencial, convirtiéndose en un departamento público independiente (Executive Non-Departmental Public Body, ENDPB). 
El ente tiene competencias en los sistemas de salud de Inglaterra y País de Gales, no así en Escocia ni en Irlanda del Norte. Se ocupa del análisis de la situación del sistema sanitario, de los campos médicos, biotecnológicos y de los cuidados o enfermería, con particular interés por la evaluación de la ratio coste/eficacia. 
El NICE publica de manera sistemática unos índices denominados Linee Guida en cuatro campos: 
- tecnología de la salud (fármacos y procedimientos terapéuticos),
- prácticas clínicas (especificidad del tratamiento para personas con patologías minoritarias),
- prevención de las enfermedades y medicina del trabajo, así como servicios sanitarios y sociales.

El NICE ha adquirido una elevada relevancia en el campo internacional, también como modelo para el desarrollo de las Linee Guida clínicas.

## Organismos homólogos
En diciembre de 2020, un grupo de 300 profesionales de la salud en España hizo público un manifiesto en el que pedían la creación de un órgano independiente de evaluación de las prácticas y las políticas sanitarias en el país, una vez constatadas las debilidades del Sistema Nacional de Salud por la pandemia de coronavirus de 2020. En el texto, se pedía que la nueva Autoridad Independiente se ocupara de analizar las prestaciones sanitarias, sus tecnologías, medicamentos e indicaciones terapéuticas, compaginando resultados con costes.